# Regierung Andræ
Die konservativ-nationalliberale Regierung Andræ unter Konseilspräsident C. C. G. Andræ war vom 18. Oktober 1856 bis zum 13. Mai 1857 die Regierung Dänemarks. Amtierender König war Friedrich VII. Die Regierung war die achte dänische Regierung seit der Märzrevolution; sechs ihrer Minister hatten bereits im Kabinett Bang gedient.

## Kabinettsliste
- Konseilspräsident und Finanzminister: C.C.G. Andræ
- Außenminister:

L.N. Scheele bis zum 17. April 1857, danach
O.W. Michelsen
- Innenminister: A.F. Krieger
- Justizminister: C.F. Simony
- Minister für Kirche und Unterrichtswesen: C.C. Hall
- Kriegsminister: C.C. Lundbye
- Marineminister: O.W. Michelsen
- Minister für die gemeinsamen inneren Angelegenheiten der Monarchie: I.J. Unsgaard
- Minister für Schleswig: F.H. Wolfhagen
- Minister für Holstein und Lauenburg:

L.N. Scheele bis zum 17. April 1857, danach
C.C. Lundbye